# Warren County (Missouri)
Warren County is een county in de Amerikaanse staat Missouri.
De county heeft een landoppervlakte van 1.117 km² en telt 24.525 inwoners (volkstelling 2000). De hoofdplaats is Warrenton.